# Erna Weiland
Erna Weiland, geb. Schmidt (* 5. August 1888 in Herzwolde; † 16. Mai 1954 in Berlin-Buch) war eine deutsche Politikerin.

## Leben
Weiland war die Tochter des Försters Otto Schmidt. Sie gehörte der SPD an. Am 15. Dezember 1918 wurde sie, damals Hausfrau im zu Mecklenburg-Strelitz gehörenden Fürstenberg (Havel), als einzige Frau in die Verfassunggebende Versammlung von Mecklenburg-Strelitz gewählt. Damit war sie die erste und für eine Woche auch die einzige deutsche Parlamentarierin in einem Reichs- und Landtag überhaupt. 
In der Verfassunggebenden Versammlung sprach sie nur ein Mal zum Erhalt des Neustrelitzer Theaters. Als Beruf wurde in den Unterlagen des Landtags „Ehefrau“ angegeben. Nach ihrer Scheidung heiratete sie 1922 zum zweiten Mal. Die Ehe wurde 1929 wieder geschieden.